# حمض ثنائي فلوريد الفوسفوريك
حمض ثنائي فلوريد الفوسفوريك (بالإنجليزية: Difluorophosphoric acid) هو مركب غير عضوي له الصيغة الكيميائية F₂HPO₃. يُصنّف هذا المركب ضمن أحماض الأكسجين ويُعدّ مشتقًا من حمض الفوسفوريك حيث يتم استبدال مجموعتي الهيدروكسيل بمجموعة فلوريد.

## الخصائص
يُعد حمض ثنائي فلوريد الفوسفوريك سائلاً عديم اللون يمتاز بخصائص حمضية قوية. يتفاعل بعنف مع الماء نظرًا لكونه مادة مائية قوية، وينتج عن هذا التفاعل إطلاق حرارة وتحلل مائي للفلوريدات.

## التحضير
يمكن تحضير حمض ثنائي فلوريد الفوسفوريك عن طريق التحلل المائي الجزئي لخماسي فلوريد الفوسفور (PF₅) أو عن طريق تفاعل فلوريد الهيدروجين مع أكاسيد الفوسفور مثل P₂O₅، كما في التفاعل:
P₂O₅ + 2 HF → 2 F₂HPO₃

## الاستخدامات
يُستخدم حمض ثنائي فلوريد الفوسفوريك في صناعة المركبات الفلورية والمواد الكيميائية الوسيطة في التخليق العضوي وغير العضوي. كما يُستخدم في بعض العمليات الكيميائية كعامل فلورة.

## الأمان
يُعد حمض ثنائي فلوريد الفوسفوريك مادةً مائيةً شديدة التآكل ويجب التعامل معها بحذر شديد. يمكن أن يسبب حروقًا خطيرة عند ملامسة الجلد أو العينين، ويجب ارتداء معدات الوقاية المناسبة عند استخدامه.